# Sirk
Sirk és un poble i municipi d'Eslovàquia que es troba a la regió de Banská Bystrica. La primera menció escrita de la vila es remunta al 1421. Hi ha dues esglésies.

## Demografia
| Godina             | 1994 | 2004   | 2014    | 2024    |
| ------------------ | ---- | ------ | ------- | ------- |
| Nombre de persones | 976  | 1044   | 1173    | 1380    |
| Diferència         |      | +6,96% | +12,35% | +17,64% |

| Godina             | 2023 | 2024   |
| ------------------ | ---- | ------ |
| Nombre de persones | 1369 | 1380   |
| Diferència         |      | +0,80% |